# Bogue, Kansas
Bogue är en ort i Graham County i Kansas. Vid 2010 års folkräkning hade Bogue 143 invånare.